# Discotenini
Discotenini es una tribu de coleópteros polífagos de la familia Anthribidae. Contiene los siguientes géneros:

## Géneros
- Acanthopygus Montrouzier, 1861
- Ancylotropis Jekel, 1855
- Apinotropis Jordan, 1945
- Dasyrhopala Jordan, 1904
- Discotenes Labram & Imhoff, 1839
- Encyclotropis Jordan, 1904
- Genethila Pascoe, 1860
- Haplopygus Kuschel, 1998
- Holophloeus Jordan, 1928
- Hylotribus Jekel, 1860
- Meconemus Labram & Imhoff, 1838
- Opisolia Jordan, 1926
- Xylopoemon Lacordaire, 1866